# Gouverneur van Aruba
De gouverneur van Aruba is de vertegenwoordiger van het Nederlandse staatshoofd op het eiland.
De taken van de gouverneur vallen in twee delen uiteen:
1. Hij vertegenwoordigt de belangen van het Koninkrijk
2. Hij staat aan het hoofd van de Arubaanse regering.

Hij maakt echter geen deel uit van het Arubaanse kabinet. Tijdens de kabinetsformatie speelt hij een belangrijke rol, net zoals in Nederland de Koning vroeger deed. De gouverneur is onschendbaar en zijn ministers verantwoordelijk. De gouverneur wordt benoemd door het staatshoofd voor een periode van zes jaar. Na afloop kan die periode nog eenmaal verlengd worden (dus maximaal twaalf jaar).
De gouverneur wordt bijgestaan door een Raad van Advies, die uit ten minste vijf door hem benoemde leden bestaat en die over alle ontwerpen van landsverordeningen, rijkswetten, landsbesluiten houdende algemene maatregelen en dergelijke, advies uitbrengt.
Op 1 januari 1986 kreeg Aruba een status aparte en werd het een apart autonoom land binnen het Koninkrijk der Nederlanden.

## Afbeeldingen

Vlag van de gouverneur van Aruba
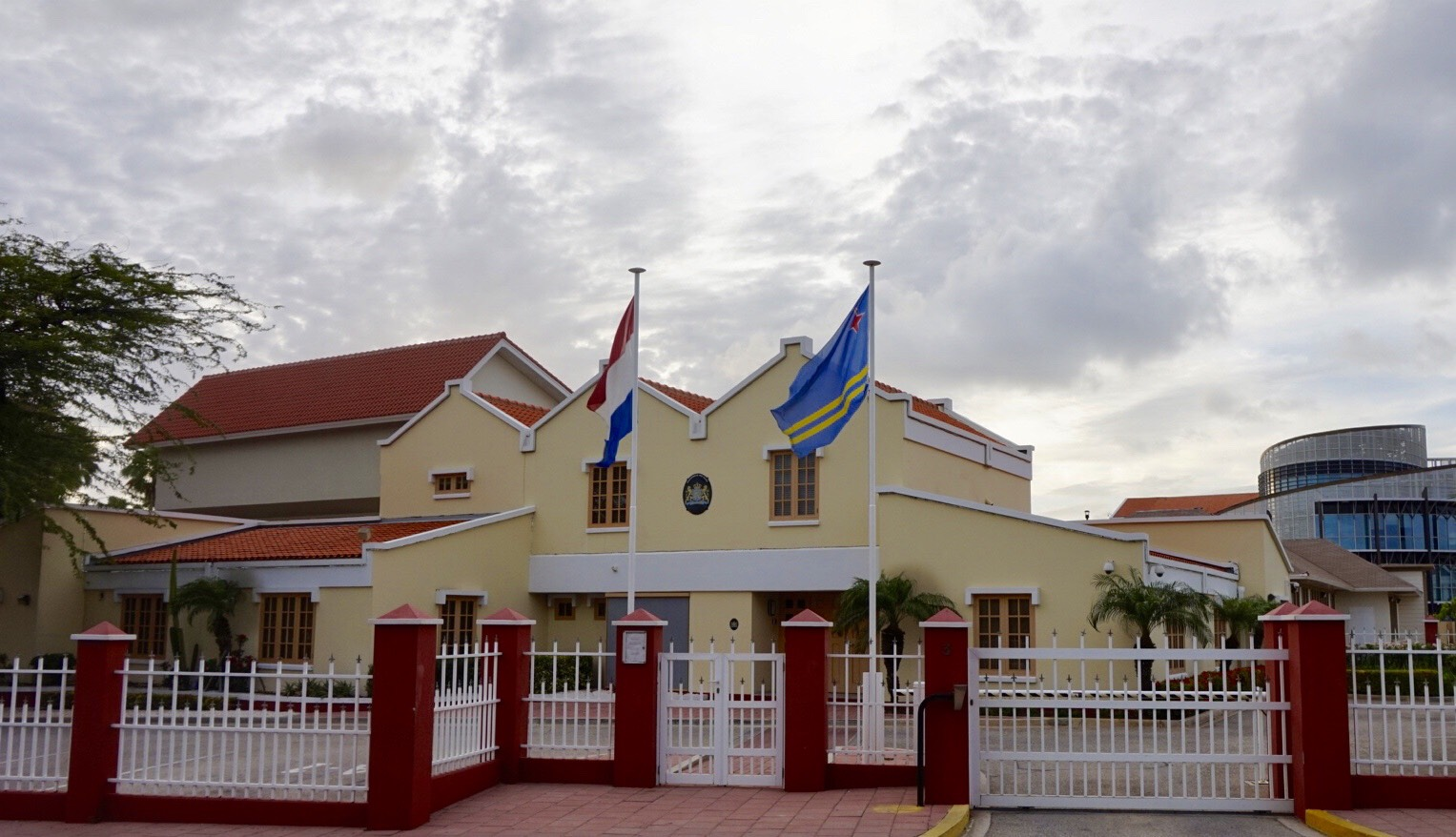
Kabinet van de Gouverneur van Aruba, Henny Eman Plaza 3, Oranjestad